# 反潛機

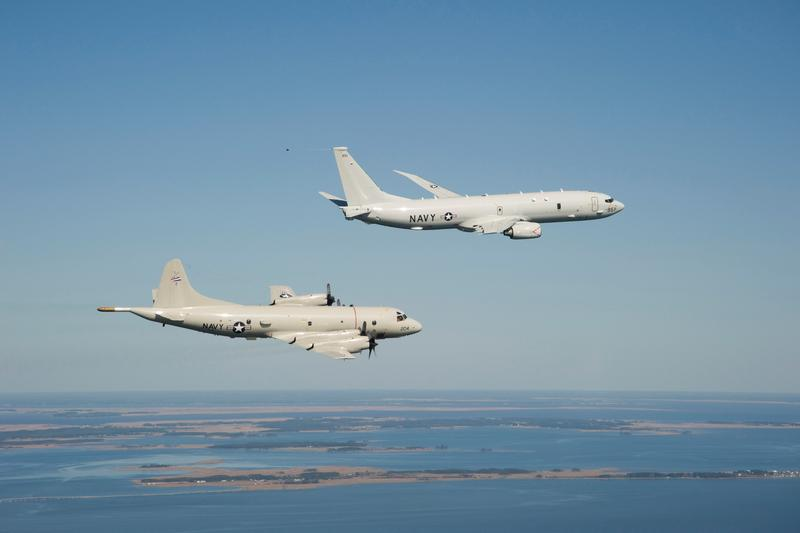
美國海軍的P-3獵戶座海上巡邏機與P-8波賽頓海上巡邏機

反潛機（英語：Anti-submarine aircraft），又稱海上巡邏機（英語：Maritime patrol aircraft），泛指擔任搜索、標定和攻擊潛艇的軍用飛機。一般指固定翼反潛機，有從陸地機場操作，也有自航空母艦起降執行任務。反潛機已經成為近代反潛作戰非常重要的一環。

## 歷史

### 一次世界大戰
德國使用U艇在大西洋地區嚴重威脅英國海軍與運輸的安全，英國利用飛船擔任警戒與搜索的任務來嚇阻德國潛艇的威脅。

### 二次世界大戰
由於潛艇成為海上作戰的重要角色，許多國家開始使用飛機擔任搜索與攻擊潛艇的任務。二次世界大戰時期的潛艇需要在夜間於海面上為電瓶充電，或者是利用柴油機的動力追趕目標，利用飛機可以在遠距離發現潛艇，警告附近的艦隊或者是船團，並且加以攻擊。
初期的反潛機多半利用其他擔任海面巡邏或者是轟炸任務的機種兼任。到了大戰中期左右，利用各型轟炸機或者是水上飛機改裝後擔任反潛任務的國家愈來愈多，這些飛機不僅能夠長時間滯空，巡邏面積廣，同時機上有導航員協助，不至於在茫茫大海上迷失方向。譬如英國曾經以B-17與B-24這兩種轟炸機，經過改裝之後專門負責反潛任務。
利用雷達偵測在海面上航行的潛艇是反潛機與潛艇的對抗當中的一項重大改變。利用夜色掩護的潛艇從此失去原先的保護作用，反潛機搜索潛艇的能力大幅提升，這是導致盟軍在大西洋於德國潛艇作戰獲勝的重要因素之一。

### 二戰之後的近代
二戰之後反潛機的發展有更多重要的變化。

#### 空載聲納
反潛任務最有效的偵測器材是聲納，但是在反潛機出現的一段時間當中，聲納並未裝置在這些飛機上。直到聲納系統的發展能夠在飛機上操作之後，方使反潛機的偵測能力較為完整。
空載聲納可以分成兩大類，一種是固定安裝在飛機上面，使用的時候放入海中監聽，這種聲納都是安裝在直昇機上，操作時直升機懸滯在空中，將聲納以電線垂入水面下搜尋目標。
另外一種是以浮標的方式，自飛機上彈射到水中，利用電池產生的電力，以被動偵測或者是主動發出訊號搜索可以目標。這種聲納浮標可以由任何反潛機上投擲。浮標收到的訊號直接傳回飛機上，大型反潛機能夠直接分析資料，小型反潛機則會將訊號轉送到水面艦艇或者是路上基地進行分析。浮標在電力使用完畢之後自行沉沒。

#### 導引魚雷
二戰時期攻擊潛艇的武器包括空用炸彈、火箭、深水炸彈以及機上的槍炮，但是這些武器對於水面下移動中的潛艇的殺傷效果並不好（尤其是潛航深度較大的潛艇）。當導引魚雷於二戰末期首次出現之後，魚雷不再是發射之後就無法改變或者是控制的武器，而反潛機採用具有導引能力的魚雷之後，對付在水面下的潛艇不再是束手無策，而魚雷也逐漸成為反潛機的最重要武器。

#### 磁性探測儀
磁异常探测器（Magnetic Anomaly Detector，MAD）在第二次世界大戰期間由美國與日本分別使用於反潛作戰上。大戰結束後逐漸成為反潛機的常見配備之一。

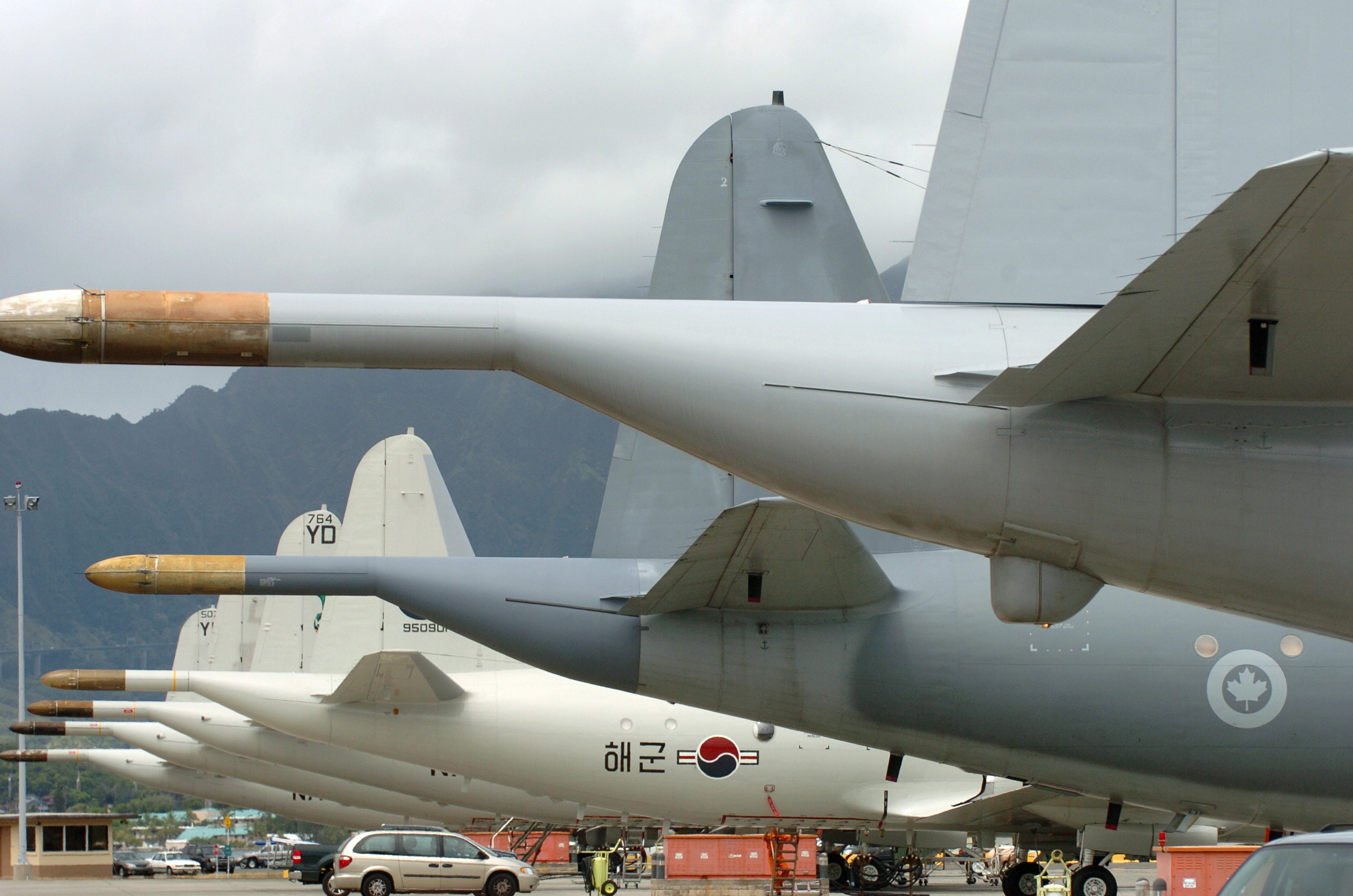
P-3獵戶座海上巡邏機的磁异常探测器尾桁

磁性偵測儀利用潛艇具有大量金屬材質，會影響地球表面磁場線的原理作為探測的基本理論，比起聲納，磁性探測儀的偵查範圍比較廣，同時不受到深度的影響。不過無法辨識偵測到的變化是因為潛艇或者是其他水面下的物體（沉船或者是礦藏等）所產生。配備磁性探測儀的飛機需要將探測的部分與機身分離以降低干擾，最常見的裝置位置是在飛機的尾端，使用的時候向後延伸。直升機則是以鋼纜拖在後方。

## 作業方式

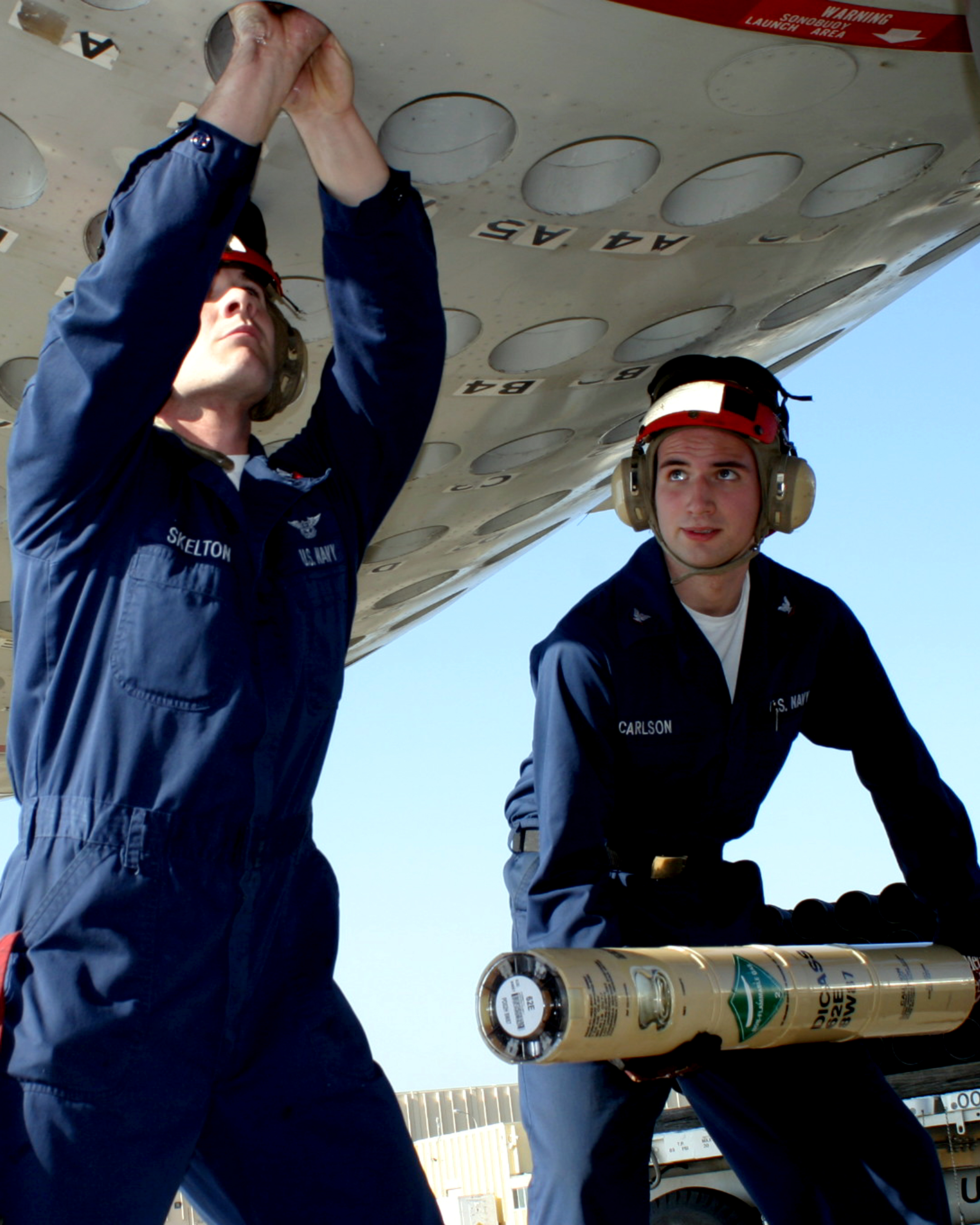
美國海軍的地勤人員正在為P-3獵戶座海上巡邏機安裝聲納浮標。照片中位於機身上的圓孔式儲存和發射聲納浮標的發射管。

反潛機的作業方式是在一定範圍的區域之內（固定規劃或者是隨任務需要指定），利用機上攜帶的設備，配合其它飛機，水面艦艇或者是陸上單位，進行持續的監視和搜索。由於反潛機可以在短時間之內涵蓋相當大的海域面積，這個階段的搜索會以磁異探測儀找出可能有隱藏潛艇的小面積區域。接下來則是投放以被動聲納為主的聲納浮標到水面，投放的數量和型態則會根據蒐集到的情報和可疑目標可能存在的地區而異。這些聲納浮標會將聽音器放到預先設定好的深度之後，接收水面下的聲音訊號，透過海面上的天線傳送回反潛機上。
反潛機在釋放每一個聲納浮標之前會為他們設定編號，釋放之後也會紀錄下當時的座標，這些資料會輸入到機上的控制系統，當其中一個浮標傳回訊號的時候，反潛人員就能夠透過顯示幕了解是哪一個浮標傳送回來的資料。如果浮標是屬於可以被動定位的系統，聲音訊號的大致方位也可以一併顯示。根據聲納浮標蒐集到的情報，反潛機可以釋放更多的浮標，縮小偵測的面積，並且進一步確認可疑目標的位置，移動速度和航向。由於一架反潛飛機攜帶的聲納浮標數量有限，加上聲納浮標的電力持續時間也不長，在施放的時候需要良好的規劃，才有辦法逐步縮小監視的範圍。
當可疑的訊號透過被動聲納標定與持續追蹤之後，反潛機可以根據當時的狀況和環境採取不同的行動：利用機上的反潛魚雷或者是深水炸彈攻擊水面下的目標、利用主動聲納（聲納浮標或者是沉浸聲納）取得更精確的位置，深度等資訊，同時告訴水面下的目標，他們已經被找到並且監視當中，或者是在不驚動目標的狀況下繼續追蹤。

## 基本武裝
二戰時期的反潛機因為經常會遇到潛艇是在海面或者是非常接近海面的深度，常見的武裝包括各種槍炮，炸彈，深水炸彈等等。反潛機也可以攜帶水雷對潛艇可能活動的海域進行封鎖，算是另外一種型態的反潛。

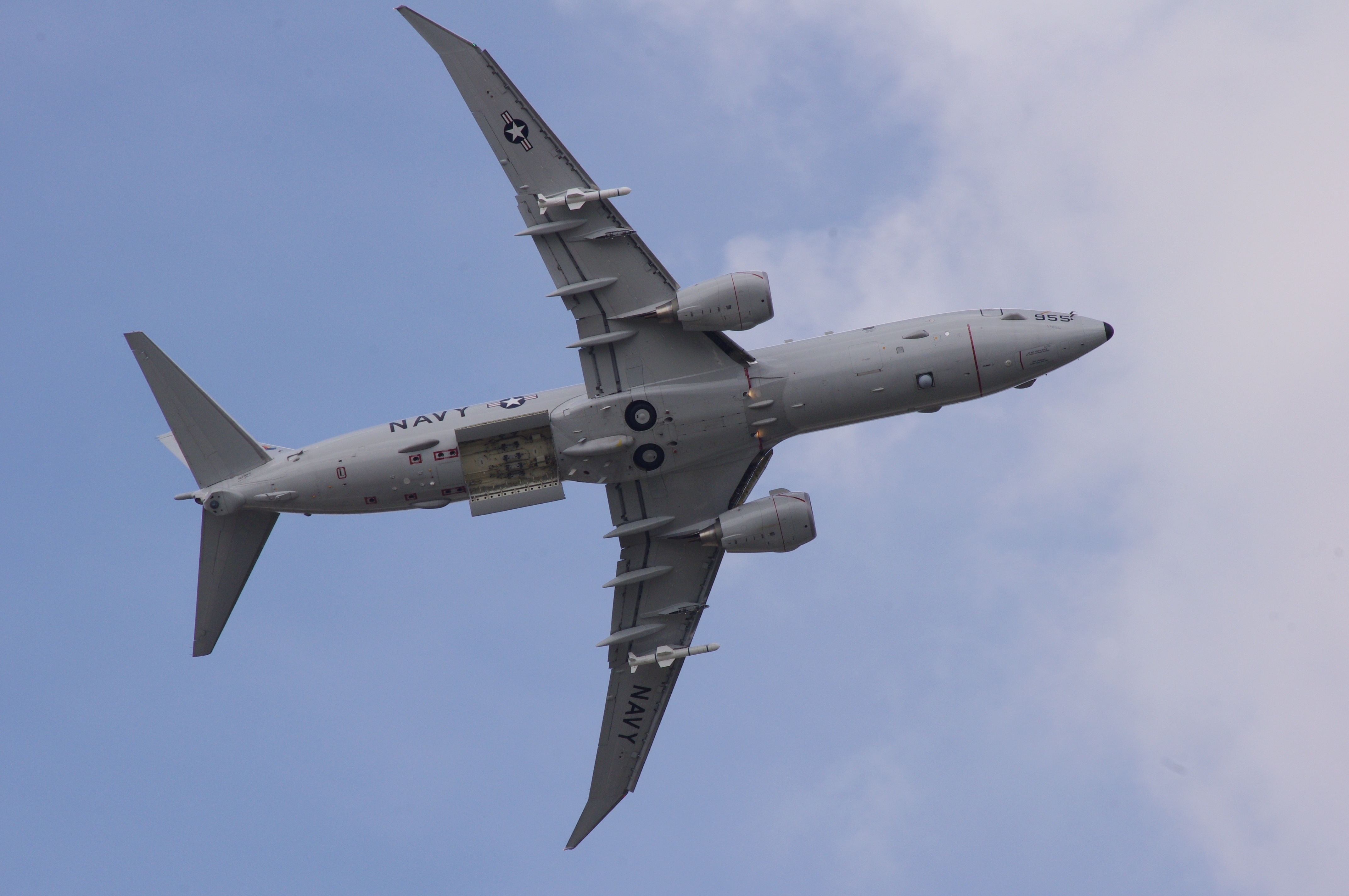
P-8波赛顿海上巡邏機的彈倉及掛架

近代的反潛機面對核子動力或者是有呼吸管的潛艇，除了深水炸彈以外，常見的武裝以有導引能力的魚雷為主，另外可能攜帶反艦飛彈攻擊浮出水面準備發射反艦，彈道或者是巡弋飛彈的潛艇。

## 現役型號及使用者

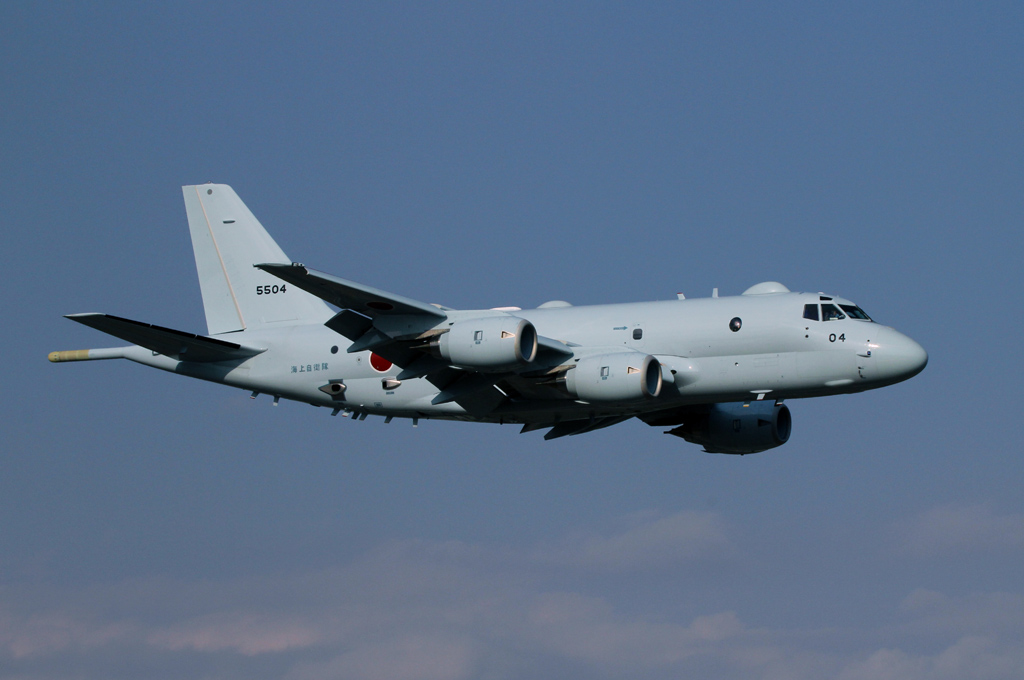
P-1
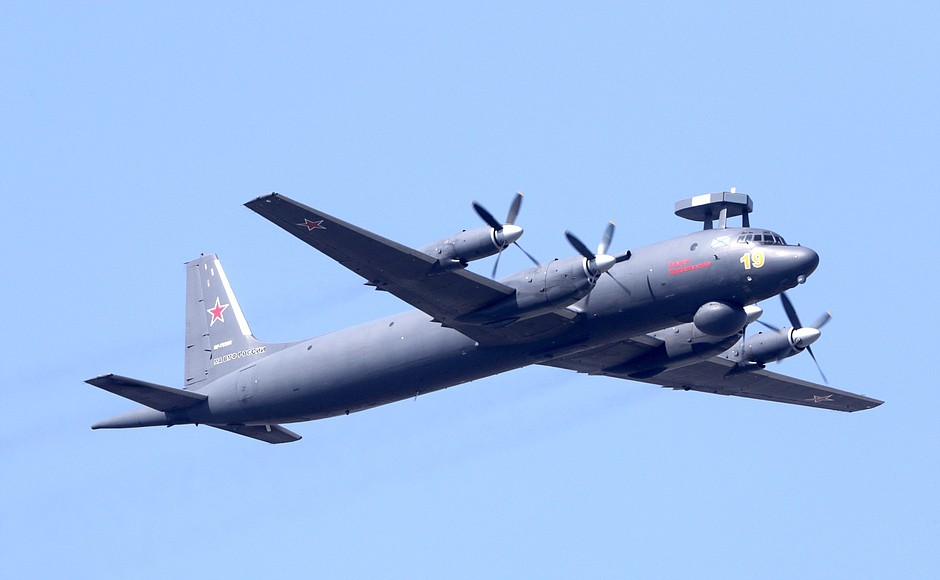
伊爾-38
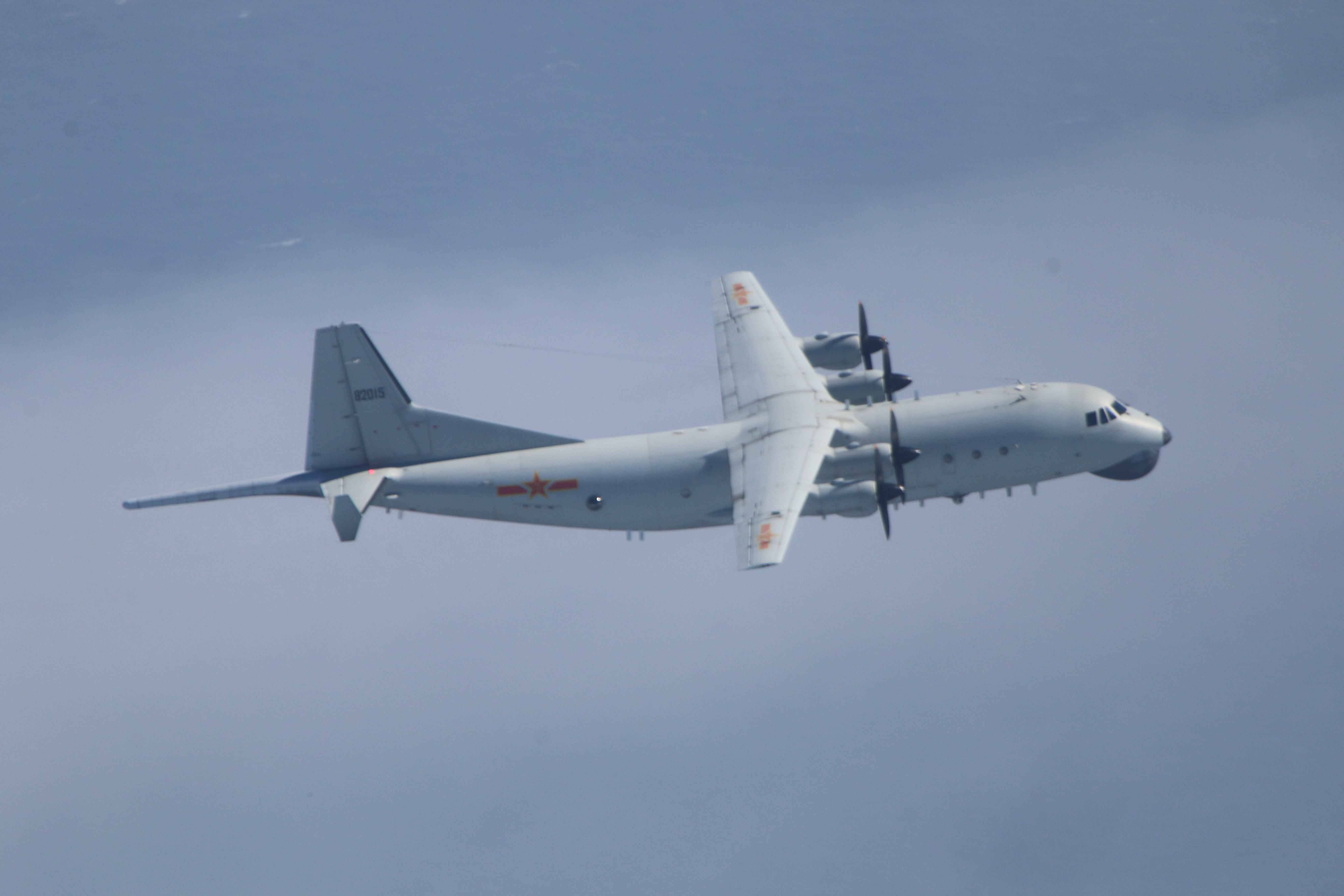
空潛-200
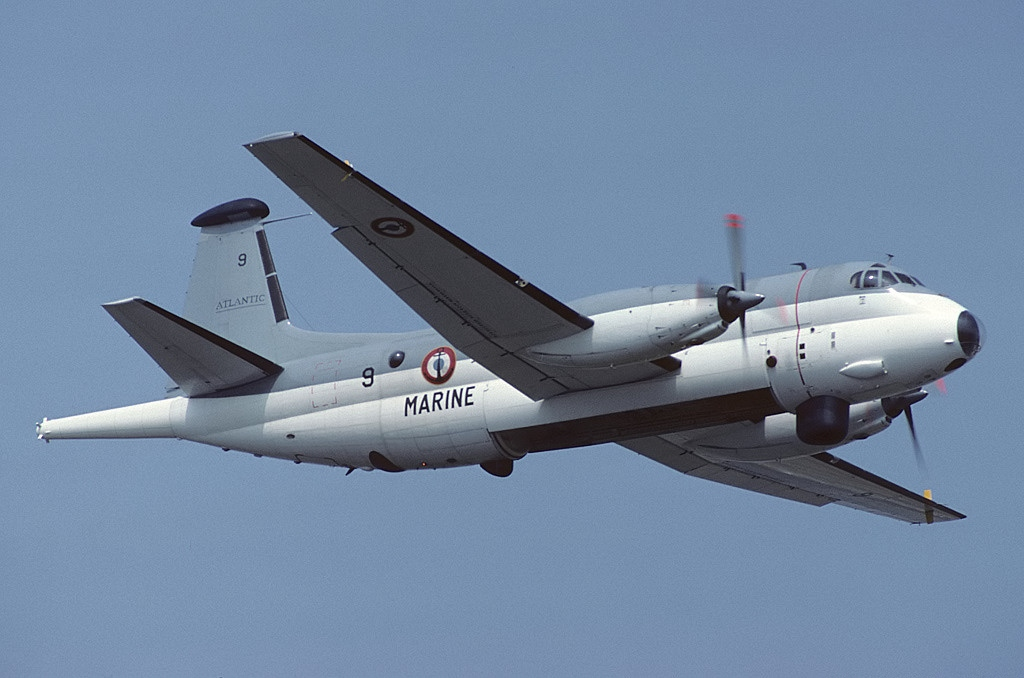
大西洋反潛機（英语：Breguet Atlantic）

- Tu-142（俄羅斯海軍）
- P-8海神式海上巡邏機（美國海軍、加拿大皇家空軍*、澳洲皇家空軍、英國皇家空軍、印度海軍、韓國海軍、挪威皇家空軍、德國聯邦國防軍海軍*、紐西蘭皇家空軍）
- P-1海上巡邏機（日本海上自衛隊）
- 伊爾-38（俄羅斯海軍）
- 空潛-200（中國人民解放軍海軍）
- 运-9Q（中國人民解放軍海軍）
- P-3AEW&C藍色哨兵式空中預警管制機（美國國土安全部）
- P-3獵戶座海上巡邏機（日本海上自衛隊、美國海軍、韓國海軍、中華民國空軍、巴西空軍、希臘空軍、阿根廷海軍、伊朗空軍、葡萄牙空軍、德國聯邦國防軍海軍、智利空軍、巴基斯坦海軍）
- CP-140（英语：CP-140）（加拿大皇家空軍）
- 世袭1000（英语：Embraer Lineage 1000）Sea Sultan（巴基斯坦海軍）
- 大西洋反潛機（英语：Breguet Atlantic）（法國海軍）
- Be-12飛艇（俄羅斯海軍）
- EMB-145MP（墨西哥空軍）
- ATR 72 ASW（義大利空軍、土耳其海軍）
- C-295MPA（西班牙海軍、葡萄牙空軍、阿曼皇家空軍、智利海軍、愛爾蘭空軍、安哥拉海軍、阿爾及利亞空軍）

## 外部連結
- Air Anti-Submarine Warfare（页面存档备份，存于）
- Helicopter Anti_Submarine Squadron Two
- Ka-25（页面存档备份，存于）